# 隐蚀期
隐蚀期（Eclipse Phase）是一款以超人类在太空为主题科幻桌上角色扮演游戏，同时包含着后启示录和赛博朋克主题。

## 简介
规则设定在奇点(规则称为陨落（Fall）)将地球变成纳米技术的荒地的10年之后，超人类散布在太阳系周围。角色通常为一个名为“防壁”（Firewall）的地下组织工作，致力于保护超人类免受生存威胁（X-Risk）。
隐蚀期使用一个简单的百分骰来进行判定。玩家掷出百分骰（通过掷出两个十面骰子，其中一个骰子代表十位值），并将骰值与目标值进行比较，若目标值与骰值匹配或低于该值成功。与大多数类似系统不同，骰出00不算作100。此外，任何同面（11、22、33等）都是至关重要的。如果不仅同面还低于目标值，则表示大成功，而超过目标值则表示大失败。